# Giorgio Ramella
Giorgio Ramella (Torino, 24 febbraio 1939) è un pittore italiano.

## Biografia
Dopo aver compiuto gli studi classici, frequenta l'Accademia Albertina a Torino. Negli anni '60 esordisce nel torinese esponendo alla Galleria La Bussola; nella stessa galleria, nel maggio 1964, allestirà poi la sua prima mostra personale.
I suoi primi lavori sono gli Incidenti. Alcuni di essi verranno poi esposti al Premio San Fedele a Milano nel 1961, al Premio Michetti a Francavilla al Mare, al Premio Scipione a Macerata nel 1964 e alla Quadriennale di Roma. Un Incidente è stato inoltre acquisito nel 1962 dalla Galleria d'arte moderna di Roma Capitale.
Nel 1965 Ramella ottiene il primo premio di pittura al Premio Nazionale Villa San Giovanni; l'anno successivo partecipa al Salone Internazionale dei giovani, mostra itinerante alla Galleria d'Arte Moderna di Milano, alla Scuola Grande di San Teodoro e alla Accademia delle Belle Arti di Torino. Curata da Guido Ballo, a questa mostra parteciparono, tra gli altri, anche Gilles Aillaud, Eduardo Arroyo, Paolo Baratella, Livio Marzot e Gianfranco Pardi. Durante gli anni Settanta partecipa a diverse mostre, tra cui il Premio Ramazzotti a Milano. 
Negli anni '80 realizza Lettere e Pavimenti; quest'opera verrà poi messa a confronto, nel 1990, con gli Incidenti del primo periodo, durante una mostra ad Acqui Terme curata da Lorenzo Mondo e Francesco Tedeschi. Nel 1991 partecipa all'esposizione, curata da Enrico Crispolti, "Segni, strutture, immagini" alla Galleria Salamon di Torino; nel 1993 effettua un'esposizione personale a Spoleto. Essa documenta un momento significativo nella tecnica e articolazione del mezzo pittorico nel lavoro di Ramella.
Nel 1994 una sua Crocifissione, esposta nel Convento di San Bernardino di Ivrea in una mostra presentata da Giovanni Romano, è acquistata dalla Fondazione De Fornaris per la Galleria civica d'arte moderna e contemporanea di Torino. La stessa opera è anche esposta a Lione e al Palazzo Ducale di Mantova in occasione della mostra La croce e il vuoto curata da Raffaella Morselli.
Dopo aver esposto nel Complesso del Vittoriano a Roma nel 2006 una mostra dedicata alle sue opere del periodo 1994-2006, nel 2009 effettua la mostra A Oriente verso Sud, curata da Lea Mattarella, nel Palazzo Litta di Milano; successivamente espone anche al Palazzo Chiablese di Torino. Dal 2022 due sue opere incisorie, "Natura morta" e "Fine d'estate", fanno parte della collezione permanente del Montecatini Contemporary Art. 
| Controllo di autorità | VIAF (EN) 32807957 · ISNI (EN) 0000 0000 7862 5263 · SBN CFIV175105 · LCCN (EN) nr2004015747 · GND (DE) 119496062 |